# SN 2007um
SN 2007um – supernowa typu Ia odkryta 3 grudnia 2007 roku w galaktyce A011229+0017. Jej jasność pozostaje nieznana.